# Мостовушка (приток Ляги)
Мостовушка (устар. Соловьевка) — река в России, протекает по Свердловской области. Устье реки находится в 25 км по правому берегу реки Ляга. Длина реки составляет 15 км.
Притоки — Соловей и Плоский.
Система водного объекта: Ляга → Ирбит → Ница → Тура → Тобол → Иртыш → Обь → Карское море.

## Данные водного реестра
По данным государственного водного реестра России относится к Иртышскому бассейновому округу, водохозяйственный участок реки — Ница от слияния рек Реж и Нейва и до устья, речной подбассейн реки — Тобол. Речной бассейн реки — Иртыш.
Код объекта в государственном водном реестре — 14010501912111200007033.